# Меват (округ)
Меват (англ. Mewat, хинди मेवात जिला) — округ в индийском штате Харьяна. Образован 4 апреля 2005 года. Административный центр округа — город Нух. Согласно всеиндийской переписи 2001 года население округа Меват составляло 993 617 человек. Уровень грамотности взрослого населения составлял 69,89 %, что выше среднеиндийского уровня (59,5 %). Доля городского населения составляла 4,64 %.